# Alkohologie
Die Alkohologie ist ein Teilgebiet der Rechtsmedizin (Forensische Alkohologie), das sich mit dem Nachweis und der rechtlichen Bewertung von Alkoholkonsum befasst. Dazu zählen Alkohol- (Ethanol-)konzentrationsbestimmungen in Blut und anderen Körperflüssigkeiten, Begleitstoffanalysen, die Bestimmung von Alkoholismusmarkern und Trinkmengenindikatoren sowie die  Alkoholsachverständigentätigkeit vor Gericht.
Aufgaben der Alkohologie sind die Rückrechnung bei Blut- und Atemalkoholbestimmung mittels verschiedener Methoden, bei Atemalkoholbestimmung insbesondere die Überprüfung von Nachtrunkbehauptungen, die Beurteilung der Fahrtüchtigkeit und Fahreignung sowie Schuldfähigkeit bei Straftaten unter Alkoholeinfluss.
Der Zweck der Alkoholbestimmung im Blut besteht darin, Blutalkoholkonzentrationen für forensische Zwecke mit Beweiskraft zu ermitteln. Die Deutsche Gesellschaft für Rechtsmedizin (DGRM), die Deutsche Gesellschaft für Verkehrsmedizin (DGVM) und die Gesellschaft für Toxikologische und Forensische Chemie (GTFCh) haben gemeinsam Richtlinien zur Bestimmung der Blutalkoholkonzentration (BAK) für forensische Zwecke (BAK-Richtlinien) erarbeitet. Die Bundesärztekammer hat eine Richtlinie zur Qualitätssicherung laboratoriumsmedizinischer Untersuchungen (Rili-BÄK) erstellt.